# Gloria Castro
Gloria Castro es una bailarina de ballet clásico de Colombia. Ha fundado y dirigido el Instituto colombiano de ballet clásico INCOLBALLET. En su trayectoria ha creado y dirigido tres compañías de ballet.

## Inicios
Ingresó a la Institución de Bellas Artes en Cali para formarse como bailarina profesional en la década de los años 1960 apoyada por sus mentores y maestros Giovanni Brinati y Enrique Buenaventura. Antes de fundar Incolballet y asumir la dirección de la escuela departamental de danzas estuvo en el conservatorio de Praga y en los teatros Massimo di Palermo y Arena di Varona en Italia. Susana, su gran amiga, le dijo que viajaba a Rusia y que le conseguiría una beca para estudiar en San Petersburgo, porque su proyecto no lo veía posible y no podía hacer nada aquí, pero gloria rechazó la beca porque sus sueños los veía en su país y quería hacer un aporte más durante ocho años.  Trabajó con una estructura establecida sobre la base de la institución departamental para crear INCOLBALLET, que nace en 1978 como una escuela y en 1997 se convierte en un instituto descentralizado.

## Vida personal
Desde pequeña Gloria Castro se consagró a bailar. Su padre, comerciante y ganadero, era muy severo y siempre quería que gloria estudiara mucho y se preparara. En el colegio el profesor Bolaños también seguiría con este rigor en el aprendizaje. Su madre, amante del arte, le mostró la belleza del ballet y siempre tuvo la idea de que la pequeña gloria triunfaría en el ballet. Gloria tiene 15 hermanos, pero de su madre son solo seis hijos, cuatro hombres y dos mujeres. Cuando su madre y sus hermanos migraron hacia los Estados Unidos gloria se fue para Europa y fue la única que regresó a su país, Colombia.  
Frases célebres:

"Al principio cuando comencé con el proyecto de Incolballet la gente me decía que estaba un poco loca pero yo creo que si hay que estar un poquito como no muy cuerdo para meterse hacer un trabajo como estos".

"Será difícil o no yo voy a hacerlo voy a proponerlo y si no soy capaz me voy me regreso y quemo los últimos cartuchos y las últimas fuerzas que quedaban en las piernas y si me resulta pues y al final me sonó la flauta".

"Nadie me quita lo bailado".

## Obras
• Gloria Castro & Luciano Pavarotti Maestros Cantores - Traviatra 

• Barrio Ballet
- La niña de los fósforos
- Mambo a la manera nuestra
- ensoñación
- Concierto barroco
- Danza Circular
- Sentimiento Popular
- Sonata Interior
- Eva en el jardín de la Manzana
- Pedro y el Lobo
- Pulsaciones
- En el atardecer
- Sentimiento Pacífico
- Alegría Medieval
- Baile de los Graduados
- Para ustedes con Amor
- Suite bella durmiente
- Lago de los Cisnes
- La Bayadera
- Suite Ballet Raymonda

## Último Legado
Antes de su retiro del instituto se encargó de formar como bailarines profesionales a 12 integrantes conformados por 9 mujeres y 3 hombres que forman parte de la promoción 2014 lo que sería la última a su nombre y que continuarán con su legado.

## Festival Internacional de Ballet

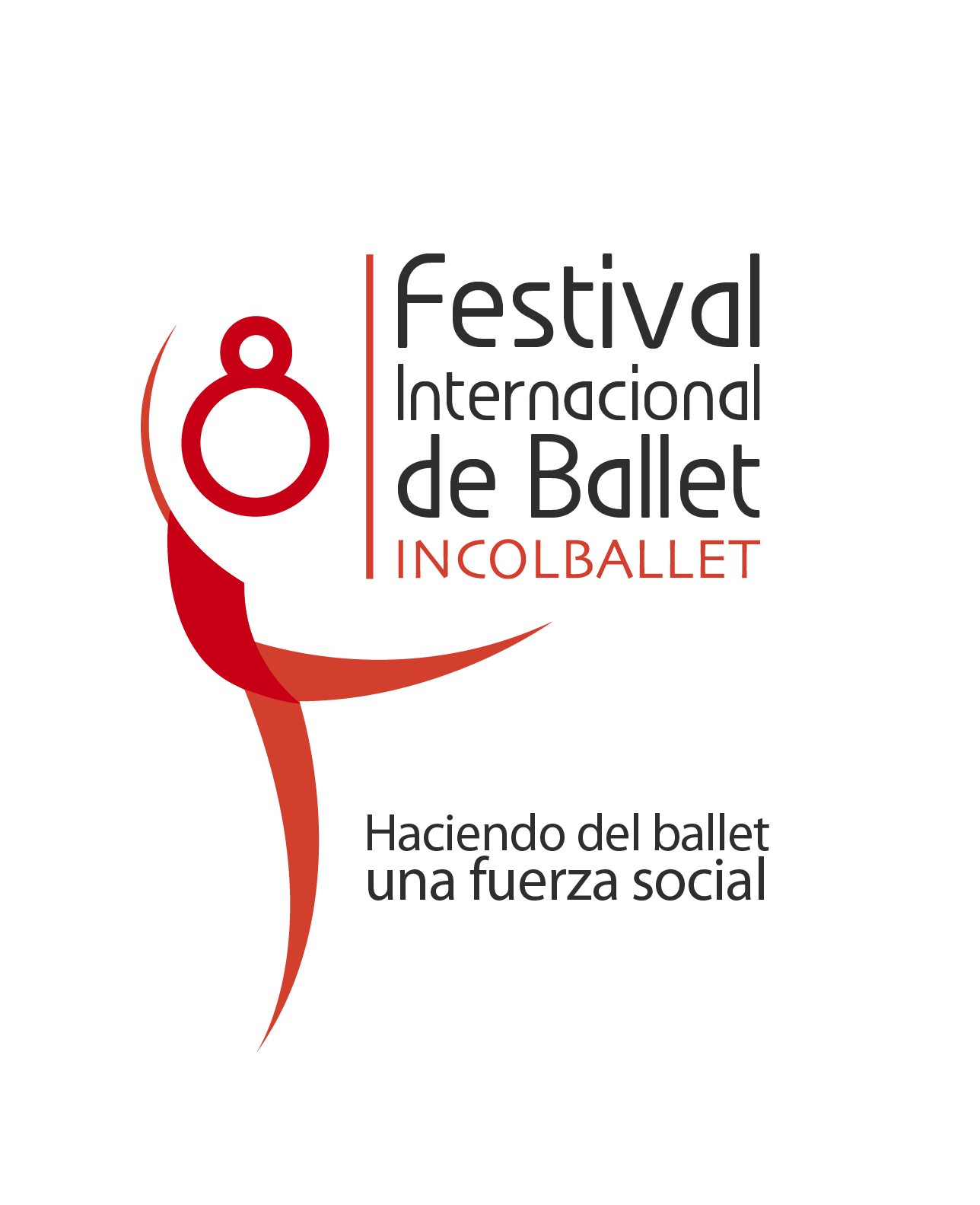

El festival internacional de ballet se realiza en Cali y cuenta con el apoyo de diferentes compañías de ballet como las de Cuba, Argentina, Panamá, Francia, España, Alemania, Italia, China, México, Chile, Estados Unidos, Japón, República Checa, Paraguay, Holanda y Gran Bretaña. Su principal evento ha sido la inauguración de la Plaza de toros Cañaveralejo

## Premios y reconocimientos
• Medalla Simón Bolívar - Otorgada por el Ministerio de Educación de Colombia.

• Orden de Boyacá grado (Cruz de Caballero) - Otorgada por Edinson Delgado Senador del Gobierno de la República de Colombia.

• Premio Municipal a la Cultura - Otorgada por la Alcaldía de Santiago de Cali.

• Orden al Mérito Vallecaucano en el Arte y la Cultura - Otorgada por la Secretaria de Educación del Valle del Cauca.

• Medalla Sebastián de Belalcázar - Otorgada por la Alcandia de Santiago de Cali.

• Orden al Mérito Cultural (Orden Alférez Real) - Cámara Junior de Colombia.

• Medalla José Juaquin - Otorgada por la Secretaria de Educación del Valle del Cauca.

• Medalla Antonio Valencia - Otorgada por el Instituto Departamental de Bellas Artes.

• Honor al Arte - Universidad del Valle

• Llave de la Ciudad (Santiago de Cali) Otorgada por Ubeimar Delgado
- Datos: Q1532061